# Premukhimo

Premukhino é uma localidade russa entre Torzhok (Торжок) e Kuvshinovo (Кувшиново), na província de Tver, à noroeste de Moscou. Lá nasceu o teórico libertário Mikhail Bakunin. A cidade possui um museu com seu nome.